# Зона кислородного минимума
Зона кислородного минимума (ЗКМ), иногда называемая затенённая зона — это зона, в которой содержание кислорода в морской воде минимально. Эта зона расположена на глубинах от 200 до 1000 метров в зависимости от местных условий. ЗКМ широко распространены, обычно вдоль западных побережий континентов, в областях, где взаимодействие физических и биологических процессов одновременно понижает концентрацию (биологические процессы) и ограничивает перемешивание воды (физические процессы), создавая слой воды, в котором концентрация кислорода падает с нормальных 4-6 мг/л до 2 мг/л и ниже.

## Физические и биологические процессы
Поверхностные воды океана в общем содержат концентрацию кислорода, равновесную с атмосферой. Как правило, холодные воды содержат больше кислорода чем теплые. В то время, когда вода движется от зоны смешения к термоклину, в неё попадает дождь органики сверху. Аэробные бактерии питаются этой органикой, кислород при этом используется для метаболизма, и его концентрация в воде снижается. Таким образом, концентрация кислорода на большой глубине зависит от концентрации кислорода, который содержался в ней на поверхности минус потребление глубоководными организмами. Направленный вниз поток органики быстро уменьшается с глубиной, 80-90 % потребляется в первой 1000 метров. Глубины океана более богаты кислородом, так как потребление кислорода там ниже в сравнении с поступлением его с богатыми кислородом холодными водами с полярных регионов. В поверхностном слое кислород поступает из атмосферы. Промежуточные воды получают меньше кислорода при конвекции при высоком уровне его потребления. Большая часть этих вод, тем не менее, получает достаточно кислорода при перемешивании (воды, участвующие в ветровых морских течениях быстро перемешиваются с поверхностными и никогда не испытывают сильного дефицита кислорода). Расположение зон кислородного минимума в открытом океане определяется крупными океанскими циркуляциями так же как локальными физическими и биологическими процессами. Например, ветер, дующий параллельно побережью вызывает перенос Экмана, который поднимает питательные вещества с глубины. Увеличение количества питательных веществ вызывает усиленное размножение фито- и зоопланктона и увеличивает общую продуктивность пищевой сети на поверхности. Побочные продукты жизнедеятельности в форме взвешенных в воде и растворенных веществ (мертвые организмы, фекальные пеллеты и т. п.) погружаются вниз. Органический дождь питает микробную петлю и может привести к бактериальному цветению воды ниже эвфотической зоны из-за притока питательных веществ. Так как кислород не производится ниже эвфотической зоны, эти микробы потребляют органику, расходуя кислород, приводя к кислородному дефициту. Физические процессы препятствуют перемешиванию и изолируют этот низкокислородный слой от окружающей воды. Горизонтальное перемешивание ограничивается границами, образованными расположением дна и взаимодействием субтропических циркуляций и других течений.

## Жизнь в ЗКМ
Невзирая на низкокислородные условия, живые организмы приспособились жить как внутри, так и рядом с ЗКМ. Этим организмам (например, адскому вампиру) требуются специальные адаптации как для выживания при дефиците кислорода, так и для более эффективного извлечения его из воды. Например гигантская красная мизида продолжает жить аэробно в ЗКМ. Благодаря сильно развитым жабрам и крови, насыщенной гемоцианином достигается 90 % извлечение кислорода. ЗКМ играют большую роль в регулировании продуктивности экологических сообществ мирового океана. Например, гигантские бактериальные маты, плавающие в ЗКМ мористее западного побережья Южной Америки могут играть ключевую роль в формировании богатейших рыбных ресурсов региона, так как найденные там бактериальные маты достигают размеров Уругвая.